# John Byng

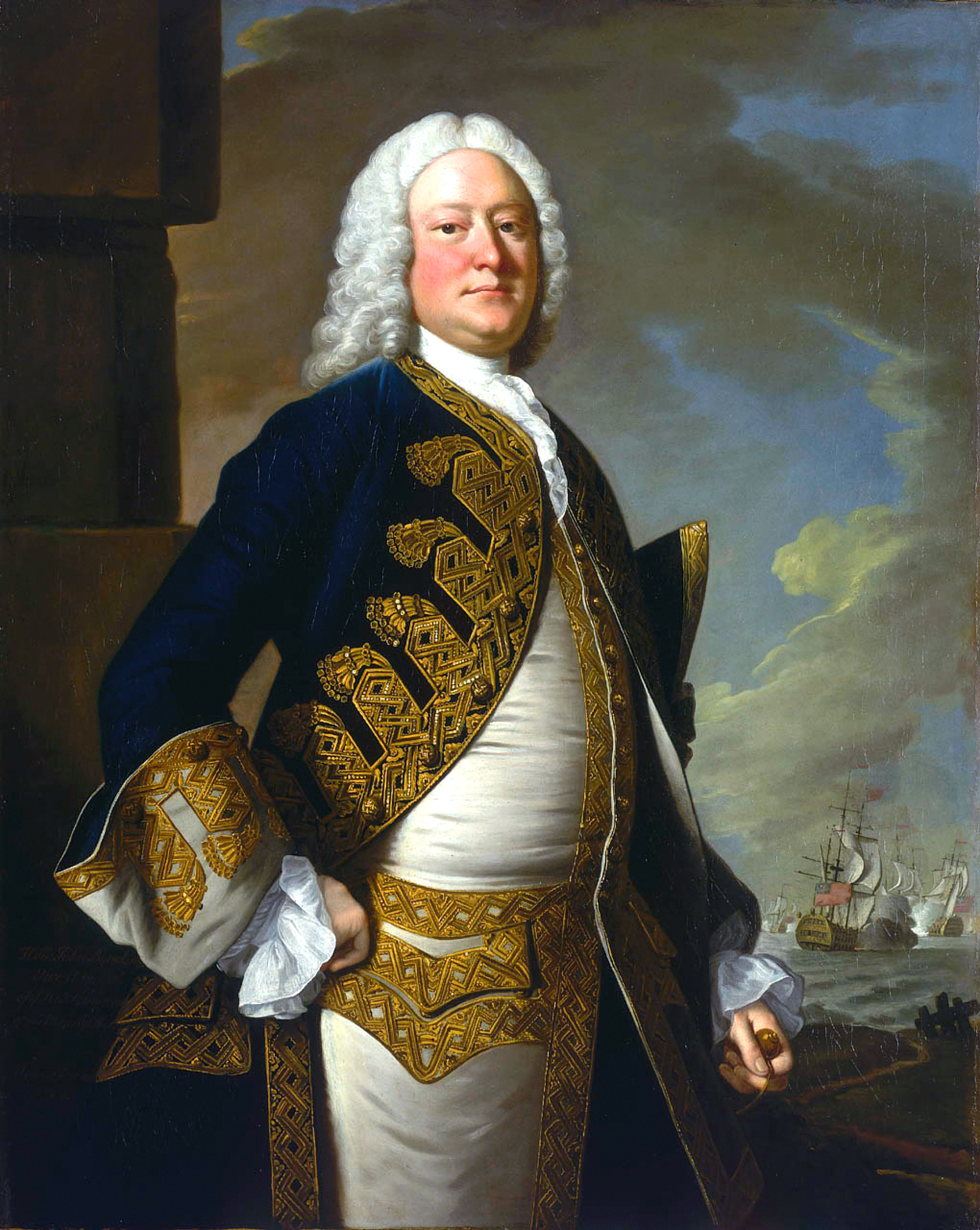
John Byng, brytyjski admirał

John Byng (ur. 1704 w Southill, zm. 14 marca 1757 w cieśninie Solent koło Portsmouth) – brytyjski admirał.
Do brytyjskiej marynarki wojennej wstąpił w wieku 13 lat, w 1747 roku uzyskał awans na wiceadmirała. Najsłynniejsza bitwa w której dowodził, bitwa morska u wybrzeży Minorki w 1756 r., zakończyła się strategiczną porażką floty brytyjskiej. John Byng uznany został przez sąd wojenny winnym zaniedbań i – będącego następstwem porażki floty – upadku Minorki. Skazany na śmierć został rozstrzelany w dniu 14 marca 1757 r. na pokładzie okrętu HMS „Monarch”.

## Życiorys

### Kariera w marynarce wojennej
John Byng urodził się w Southill w Anglii jako piąty syn wówczas kontradmirała, późniejszego wiceadmirała Georga Bynga. W wieku 13 lat wstąpił do Brytyjskiej Królewskiej Marynarki Wojennej. Służbę odbywał głównie w rejonie Morza Śródziemnego, gdzie w 1727 r. w wieku 23 lat objął swój pierwszy okręt – dwudziestodziałową fregatę szóstej rangi HMS „Gibraltar”. W 1739 r. został odwołany z rejonu Morza Śródziemnego, nie biorąc ani razu udziału w większej bitwie morskiej.
W 1742 r. został mianowany gubernatorem brytyjskiej kolonii Nowa Fundlandia. W 1745 r. uzyskał awans na kontradmirała, a w 1747 r. na wiceadmirała.
W 1746 r. był jednym z sędziów w procesie admirała Thomasa Mathewsa, oskarżonego o doprowadzenie do porażki floty brytyjskiej w bitwie morskiej pod Tulonem (22 lutego 1744). Sąd wojenny uznał, że Mathews jest winny, gdyż wydał rozkaz wejścia brytyjskiej floty do akcji pomimo nie ustawienia okrętów w szyku liniowym i skazał go na wydalenie ze służby.
W 1751 r. John Byng został wybrany do parlamentu brytyjskiego z okręgu Rochester i sprawował ten mandat aż do swojej śmierci.

### Bitwa u wybrzeży Minorki
W 1756 r., na początku wojny siedmioletniej, wojska francuskie z Tulonu wylądowały na ówcześnie brytyjskiej Minorce i rozpoczęły oblężenie twierdzy St. Phillipes Castle, strzegącej wejścia do portu w Mahon. John Byng, służący wtedy na obszarze kanału La Manche, został mianowany dowódcą odsieczy dla załogi oblężonej twierdzy. W listach do Admiralicji wskazywał na brak wyasygnowania dostatecznych środków pieniężnych oraz na oddanie mu zbyt słabych sił. Okręty wchodzące w skład eskadry Bynga były w złym stanie technicznym i miały zdekompletowane załogi. Byng uważał, że ma zbyt mało czasu na właściwe przygotowanie wyprawy, a nie wierzył w możliwość dłuższego wytrzymania przez brytyjską załogę francuskiego oblężenia. Wykonując rozkaz dotarł na czele floty do Gibraltaru i zażądał pomocy od brytyjskiego gubernatora. Ten odmówił jednak wydzielenia sił dla wzmocnienia wyprawy Bynga, gdyż obawiał się francuskiego ataku na Gibraltar. Odsiecz wzmocniły jedynie okręty z Minorki, którym udało się opuścić wyspę przed rozpoczęciem oblężenia.
Przed przybyciem brytyjskiej odsieczy Francuzi wzmocnili swoje siły na Minorce dodatkowo o 15 000 żołnierzy. W dniu 19 maja 1756 r. eskadra Bynga dotarła do Minorki, ale wysadzenie desantu na wyspie uniemożliwiła francuska flota. 20 maja doszło do bitwy, w której atakujące z wiatrem okręty angielskiej straży przedniej dostały się po silny ogień okrętów francuskich, zanim dowodzone przez Bynga angielskie centrum i straż tylna znalazło się w odległości umożliwiającej otwarcie ognia do nieprzyjaciela. Byng, wbrew sugestiom swoich oficerów, nie zdecydował się jednak na złamanie sztywnego szyku liniowego celem przyspieszenia wejścia głównych sił swej floty do akcji, gdyż pamiętał, że właśnie taki manewr stał się przyczyną skazania admirała Mathewsa 10 lat wcześniej. Bitwa zakończyła się ciężkim uszkodzeniem kilku okrętów straży przedniej. Ani Brytyjczykom ani Francuzom nie udało się zniszczyć żadnej nieprzyjacielskiej jednostki, ale wielu brytyjskich marynarzy zginęło lub zostało ciężko rannych.
Pomimo że straty osobowe floty francuskiej były porównywalne do brytyjskich, a Francuzi uchylili się od starcia sił głównych i wieczorem przerwali bitwę, stan floty brytyjskiej oraz straty wśród wyższych oficerów uniemożliwiły dalsze prowadzenie operacji odsieczy dla Minorki. Cztery dni później admirał John Byng zwołał naradę, na której zdecydowano o odwrocie do Gibraltaru, bez podejmowania kolejnej próby wysadzenia desantu.
W Gibraltarze Byng zdołał dokonać koniecznych napraw okrętów, wymienić rannych marynarzy i po przybyciu z Anglii posiłków zamierzał powrócić na Minorkę. Zanim jednak kolejna wyprawa została przygotowana John Byng został zwolniony z dowodzenia wyprawą i przeniesiony do Anglii. 1 czerwca 1756 r. został awansowany na admirała.
29 czerwca 1756 r. garnizon St. Phillipes Castle skapitulował na honorowych warunkach przed przeważającymi liczebnie siłami oblegających. Francja przejęła kontrolę nad całą wyspą Minorką.

## Proces
Fiasko odsieczy i upadek Minorki wywołały falę oburzenia w Wielkiej Brytanii. W ich następstwie admirał John Byng został postawiony przed sądem wojennym, oskarżony o złamanie Artykułów Wojennych, które od czasu poprawki parlamentarnej, uchwalonej w 1749 r., przewidywały karę główną dla oficerów, którzy nie wypełnili obowiązków w obliczu nieprzyjaciela w czasie bitwy lub pościgu.
Sąd wojenny uniewinnił Bynga od zarzutu tchórzostwa, ale uznał go za winnego nie wypełnienia obowiązków w trakcie bitwy morskiej u wybrzeży Minorki, gdyż Byng nie zdecydował się na podjęcie pościgu za flotą francuską. Wobec jednoznacznej treści Artykułów Wojennych sąd nie miał innej możliwości, jak w konsekwencji uznania winnym skazać go na rozstrzelanie, choć członkowie sądu wystąpili z prośbą do Pierwszego Lorda Admiralicji o zwrócenia się do króla Jerzego II o zastosowanie prawa łaski.

### Egzekucja

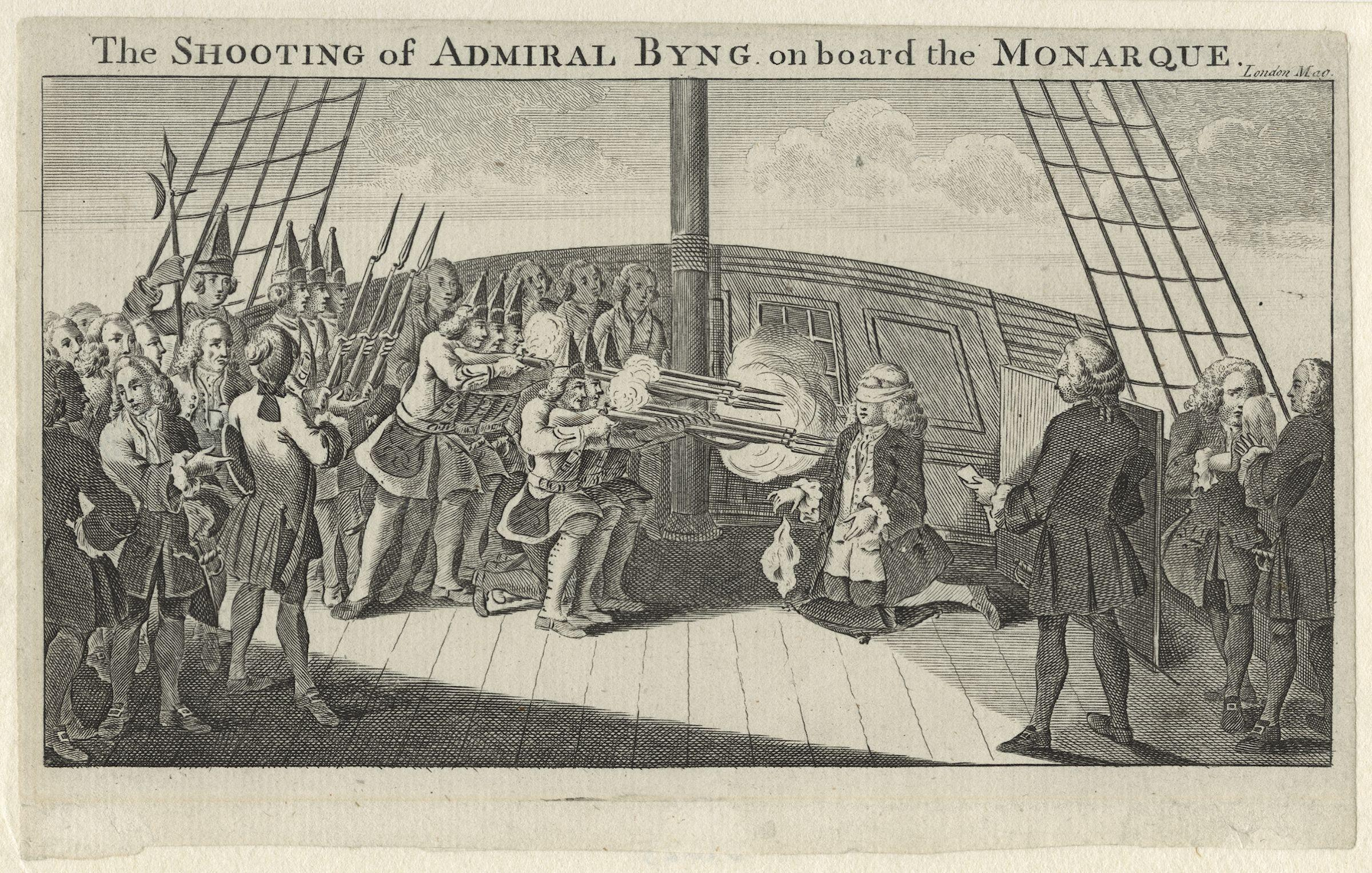
Egzekucja Admirała Johna Bynga

Pierwszy Lord Admiralicji, Richard Grenville-Temple przedstawił królowi petycję członków sądu, lecz została ona odrzucona. Izba Gmin na prośbę czterech członków sądu uchwaliła zwolnienie ich z przysięgi zachowania tajemnicy, celem wystąpienia w obronie Bynga, ale Izba Lordów odrzuciła tę propozycję.
Premier William Pitt Starszy zdawał sobie sprawę, że Admiralicja jest współwinna klęski odsieczy i utraty Minorki, a skazanie Johna Bynga ma odwrócić uwagę od popełnionych przez nią błędów. Związany był jednak koalicją polityczną ze zwolennikiem wykonania wyroku, lordem Newcastle i nie mógł w tej sprawie interweniować. Wystosował jedynie kolejna prośbę do króla o złagodzenie wyroku. Jerzy II także tę propozycje odrzucił, gdyż znajdował się w konflikcie z premierem w związku z różnicą zdań na temat polityki wobec swojego dziedzicznego elektoratu hanowerskiego.
Surowość wyroku wywołała konsternację we flocie i w kraju oraz sprzeciw wobec uczynienia z Johna Bynga kozła ofiarnego. Pomimo kolejnej prośby Izby Gmin król Jerzy II nie zmienił swej decyzji.
W dniu 14 marca 1757 r. na wodach cieśniny Solent w pobliżu Portsmouth okręt HMS „Monarch” został otoczony innymi okrętami floty, a ich załogi otrzymały rozkaz stawienia się na pokładach. Na oczach marynarzy admirał John Byng został rozstrzelany na mostku kapitańskim przez pluton egzekucyjny piechoty morskiej.

### Następstwa
22 lata po wykonaniu wyroku na Johnie Byngu postanowienia Artykułów Wojennych zostały złagodzone – za ich złamanie dopuszczono „inne kary, w tym wydalenie ze służby i degradację” obok kary głównej.
W rezultacie wyroków skazujących admirałów Thomasa Mathewsa i Johna Bynga taktyka liniowa stała się obowiązującą doktryną w Królewskiej Marynarce Wojennej, od której nie wolno było odstąpić. Zmiana tej doktryny nastąpiła w wyniku udanego manewru komandora Horatio Nelsona w bitwie koło Przylądka Świętego Wincentego w 1797 r.